# Naranjito (Ecuador)
Naranjito è una parrocchia urbana dell'Ecuador, capoluogo dell'omonimo cantone, nella provincia del Guayas.